# Dorfprozelten
Dorfprozelten è un comune tedesco di 1 908 abitanti, situato nel land della Baviera.